# Campanula takesimana
La Campanula takesimana (o Campaneta coreana, en coreà: 섬초롱꽃) és una espècie del gènere Campanula de la família campanulàcia.
La planta pot créixer fins a una alçada de noranta centímetres. Les fulles tenen colors entre el rosa i el blanc. De caràcter perenne i creixement expansiu. Plantes procedents de l'illa coreana d'Ullung-do han permès que es cultivés en jardins arreu del món; n'hi ha diverses variants cultivades, com les Campanula takesimana "Alba", la C.t. "Beautiful Truth" i la C.t. "Elizabeth". L'adjectiu takesimana deriva de Takeshima, nom japonès de les illes Ullong-do.